# İznik (district)
İznik is een Turks district in de provincie Bursa en telt 44.514 inwoners (2007). Het district heeft een oppervlakte van 736,5 km². Hoofdplaats is İznik.
De bevolkingsontwikkeling van het district is weergegeven in onderstaande tabel.
| 1997   | 2000   | 2007   |
| ------ | ------ | ------ |
| 45.329 | 44.770 | 44.514 |

## Gemeenten in het district
Boyalıca • Elbeyli

## Plaatsen in het district
Aydınlar • Bayındır • Candarlı • Çakırca • Çamdibi • Çamoluk • Çiçekli • Derbent • Dereköy • Dırazali • Elmalı • Göllüce • Gürmüzlü • Hacıosman • Hisardere • Hocaköy • İhsaniye • İnikli • Karadin • Kaynarca • Kırıntı • Kutluca • Mahmudiye • Mecidiye • Mustafalı • Müşküle • Nüzhetiye • Orhaniye • Osmaniye • Ömerli • Sansarak • Sarıağıl • Süleymaniye • Şerefiye • Tacir • Yenişerefiye • Yürükler